# Ponera selenophora
Ponera selenophora är en myrart som beskrevs av Carlo Emery 1900. Ponera selenophora ingår i släktet Ponera och familjen myror. Inga underarter finns listade i Catalogue of Life.

## Bildgalleri

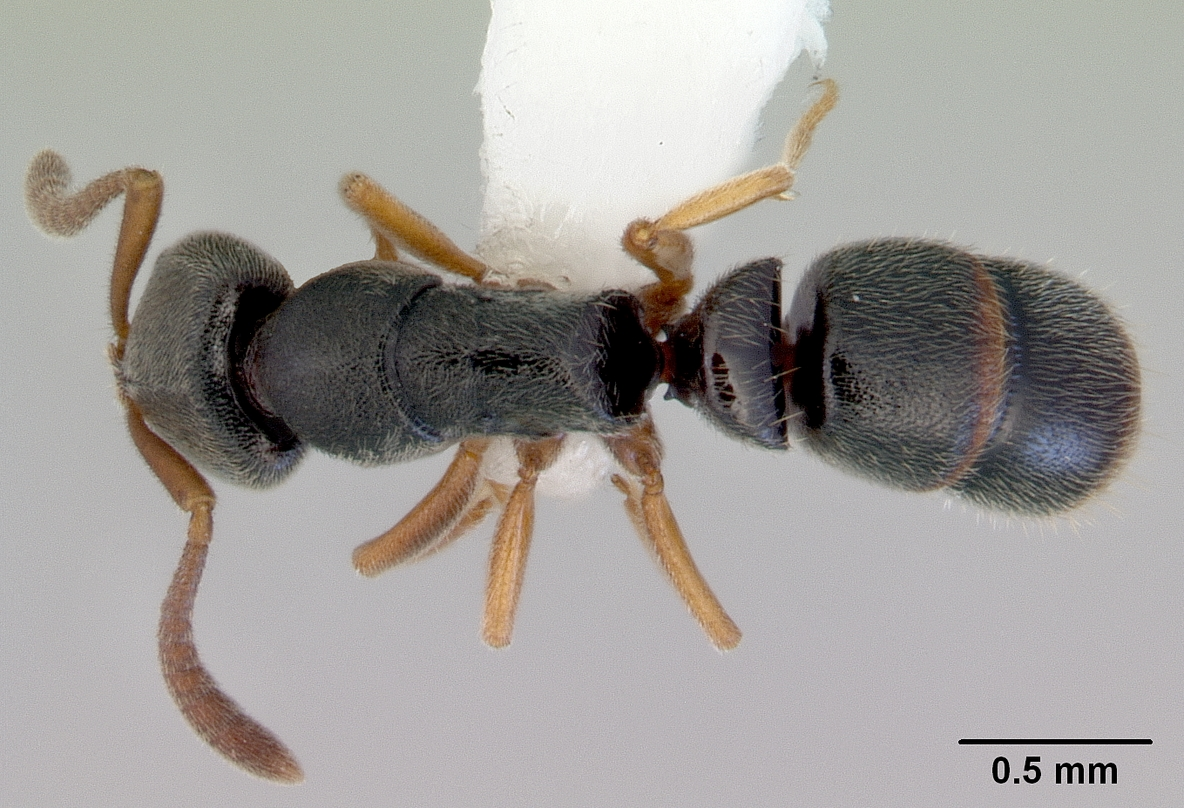
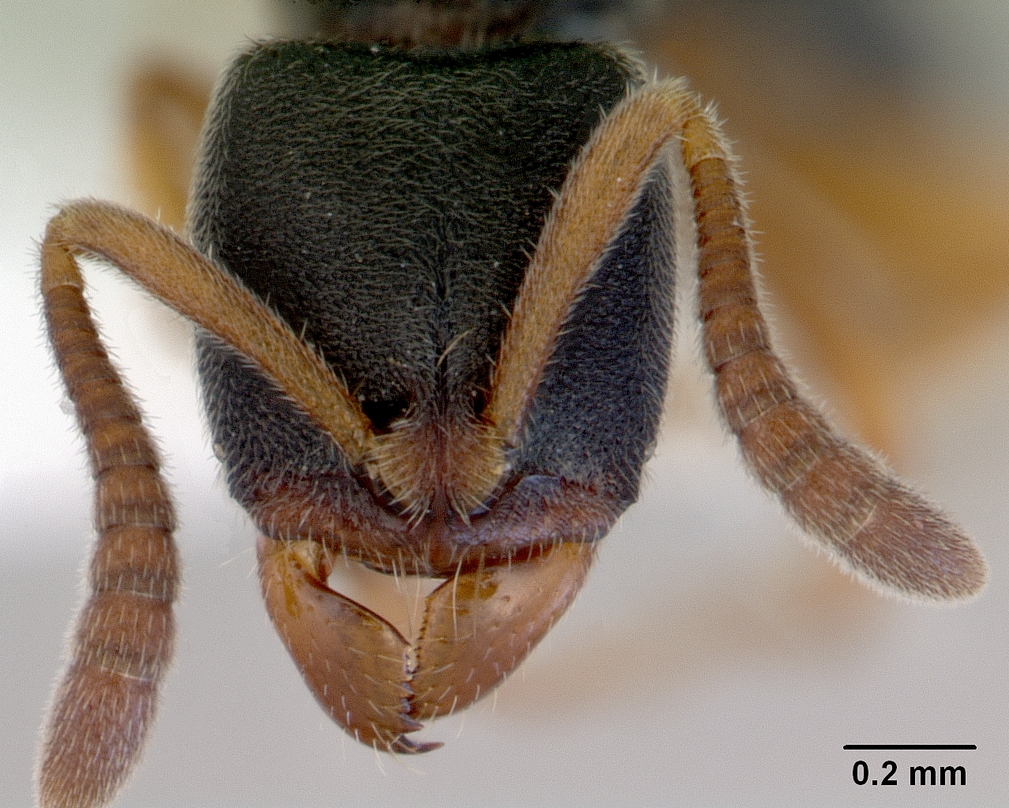
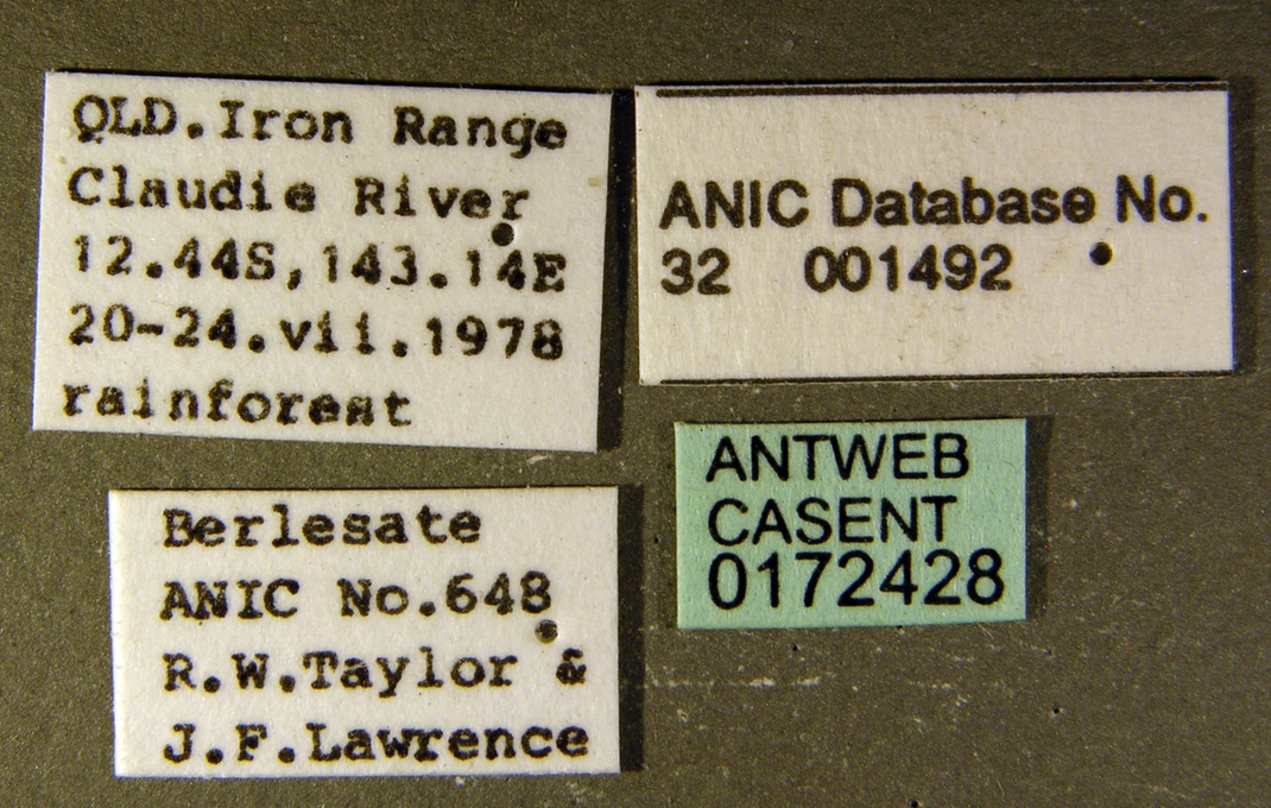
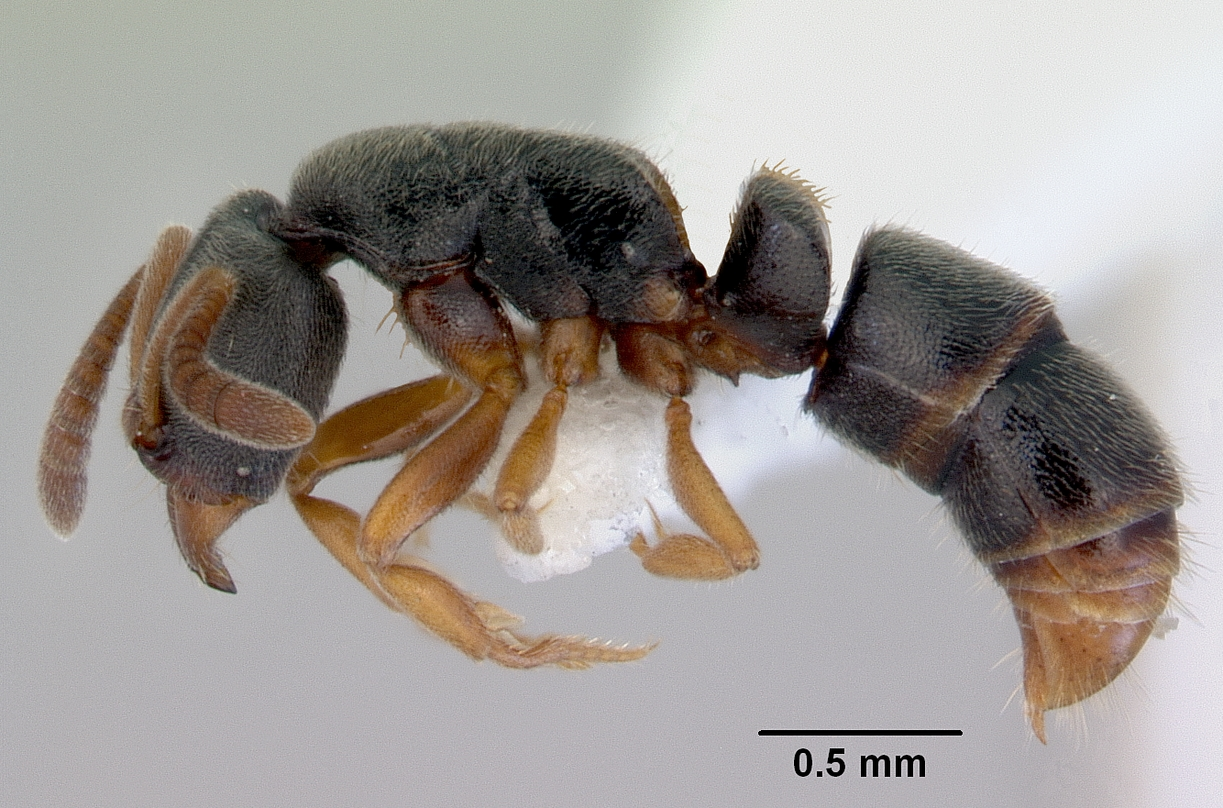